# Styloleptus planicollis
Styloleptus planicollis es una especie de escarabajo longicornio del género Styloleptus, tribu Acanthocinini, subfamilia Lamiinae. Fue descrita científicamente por Fisher en 1935.

## Descripción
Mide 3,2-6 milímetros de longitud.

## Distribución
Se distribuye por Dominica, Guadalupe, Haití, Jamaica y República Dominicana.